# 大都政變
大都政變，是指1307年，元成宗死后，元朝的皇位继承斗争。

## 背景
1305年十二月，元成宗的独子皇太子德寿病死。元成宗多病，皇后伯牙吾氏卜鲁罕参与政事。1306年，成宗将其兄答剌麻八剌的遗孀弘吉剌氏答己和其儿子爱育黎拔力八达贬到怀孟路。

## 经过
1307年正月，成宗病死。卜鲁罕皇后与左丞相阿忽台等谋立忽必烈第三子安西王忙哥剌之子阿难答为皇帝。阿难答承袭父亲封地秦蜀，信奉伊斯兰教，与信奉藏传佛教的元成宗不睦，得到色目人官员的支持。阿难答与宗王明里帖木儿赶到大都，计划先让卜鲁罕称制。右丞相哈剌哈孙等人拥戴答剌麻八剌的两个儿子海山和爱育黎拔力八达。
怀宁王海山驻守阿尔泰山。哈剌哈孙密派人北迎海山，南迎答己与爱育黎拔力八达母子。封闭府库以待海山兄弟。爱育黎拔八达得到密报，他的师傅李孟支持他。1307年二月间，爱育黎拔力八达奉母答己回大都，派李孟与右相哈剌哈孙合谋，先行举事。卜鲁罕计划三月初三称制听政。三月初二，爱育黎拔力八达入宫，哈剌哈孙捕拿阿难答，斩杀左丞相阿忽台。爱育黎拔力八达监国，任命李孟参知政事，遣使迎接海山。

## 武仁之约
三月初，海山到达和林，不满爱育黎拔力八达自称监国。札鲁忽赤阿沙不花到野马川向海山解释。五月，海山到上都。爱育黎拨力八达奉母来迎。蒙古诸王在上都集会，废卜鲁罕出居东安州，赐死。将阿难答、明里帖木儿押到上都处死。推举海山在上都即皇帝位，即元武宗。元武宗以皇弟爱育黎拔力八达为皇太子，作为皇位继承人。以答谢爱育黎拔力八达，约定爱育黎拔力八达死后，再传位给元武宗的儿子和世㻋，史称武仁之约。后来元武宗死后，爱育黎拔力八达即位为元仁宗，但是仁宗没有传给武宗的儿子，而是传位给自己的儿子元英宗。